# FIWARE
A FIWARE vagy FI-WARE az Európai Unió szándékai szerint a jövő internetének alapjául szolgáló, nyílt technológiai platform. Tesztelési célokra már elérhető, de még fejlesztési fázisban lévő API-gyűjtemény. A név egyben az Európai Unió által létrehozott projektre is használatos, amelynek keretében a FIWARE platformot létrehozták és terjedését a rá épülő innovatív projektek támogatásával segítik.

## Elnevezés
Az FI a Future Internet (a jövő internetje) rövidítése , a -ware utótaggal együtt a jövő internetének szoftverére utal.

## Célkitűzések
- A FIWARE projekt célja nyílt, nyilvános és jogdíj-mentes architektúra létrehozása. Olyan nyílt specifikációkat kíván létrehozni, amelyek fejlesztők, szolgáltatók, vállalkozások és más szervezetek számára lehetővé teszik nyílt és innovatív szolgáltatások kifejlesztését.[1]
- A fentiek Európa informatikai (ICT) versenyképességét hivatottak növelni innovatív infrastruktúra bevezetésével, amely különféle digitális szolgáltatások, magas minőségű szolgáltatások és biztonsági garanciák költséghatékony létrehozását és felhasználókhoz való eljuttatását teszi lehetővé.[1]

## Történet
A FI-WARE platform fejlesztése az Európai Bizottság "Seventh Framework Programme" programján (FP7) belül a "Future Internet Private Public Partnership Programme" (FI-PPP, lásd még PPP) keretében kezdődött.

### Linkek fejlesztői oldalakra
- Információk fejlesztőknek, https://web.archive.org/web/20141221185001/http://www.fi-ware.org/tag/developers/
- Wiki oldal fejlesztőknek, https://web.archive.org/web/20141009095642/http://forge.fi-ware.org/plugins/mediawiki/wiki/fiware/index.php/Main_Page

### Magyar sajtóközlemények
- Portfolio.hu, Uniós források - Kutatás-Fejlesztés-Innováció rovat: 25 milliárdot ad az EU az internetes platformok felpörgetésére, http://www.portfolio.hu/unios_forrasok/kfi/25_milliardot_ad_az_eu_az_internetes_platformok_felporgetesere.203828.html
- Piac & Profit, KKV-támogatás rovat: 80 millió euró Fiware használóknak, http://www.piacesprofit.hu/kkv_cegblog/kkv-palyazatok/80-millio-euro-fiware-hasznaloknak/%5B%5D
- Sg.hu, IT/Tech rovat: Könnyebben megtalálhatók lesznek a taxisok, http://sg.hu/cikkek/107732/konnyebben-megtalalhatok-lesznek-a-taxisok

### Közösségi linkek
- A FIWARE Facebook oldala, https://www.facebook.com/eu.fiware/
- A FIWARE a LinkedInen, http://www.linkedin.com/company/fi-ware
- A FIWARE a Twitteren, https://twitter.com/FIware